# Zacarias de Miranda
José Zacarias de Miranda e Silva (Baependi, 5 de novembro de 1851 — São Paulo, 31 de outubro de 1926) foi um pastor presbiteriano brasileiro, considerado um dos pioneiros do presbiterianismo no Brasil.

## Biografia
Além de pastor, Zacarias de Miranda formou-se em magistério e foi professor de latim, francês, álgebra e aritmética, além de ser músico e atuar como maestro em banda tinha a profissão de alfaiate.
Converteu-se ao ter aulas de francês quando estava morando em Penha (atual Itapira) com o presbiteriano e mais tarde também pastor Delfino dos Anjos Teixeira, sendo batizado pelo rev. Edward Lane em 10 de janeiro de 1876. A seguir mudou-se para a capital paulista, onde estudou e trabalhava como alfaiate e músico (violinista) para manter a família; ali estudou teologia com o reverendo John Beatty Howell. Miranda havia se casado aos dezoito anos de idade com Henriqueta Isaura do Paraíso e Silva, dois anos mais nova e a primeira pessoa a ter sua profissão de fé na "Escola Americana" de São Paulo, em 8 de dezembro de 1878, e que era o local de culto dos adeptos do presbiterianismo naquela cidade.
Consagrou-se ao ministério em 1º de setembro de 1880, e foi ordenado em 9 de setembro do ano seguinte, em Brotas, sendo indicado pastor de Brotas e Dois Córregos; em 1884 transfere-se para a região de Sorocaba, substituindo a Antônio Pedro de Cerqueira Leite, que falecera; ali fundou o Colégio Sorocabano, que lhe garantia um bom rendimento. Dali realizava o pastoreio também em Faxina (atual Itapeva), Itapetininga, Guareí, Tatuí, Torre de Pedra e Rio Feio (atual Porangaba); a 29 de julho de 1888 fundou a Igreja Presbiteriana de Tatuí, após um trabalho de conversão iniciado em 1884 ao qual havia aderido inicialmente uma família de mineiros proprietária ali do “Hotel Brazileiro”, onde foram realizadas inicialmente as reuniões. Foi alvo de muitas perseguições religiosas e intolerância, e percorria a região a cavalo e trem num ministério que o forçara a abandonar o trabalho no Colégio.
Em 1888 passou a integrar o Presbitério de São Paulo que havia sido criado pelo Sínodo, do qual foi eleito moderador em julho de 1892; teve ampliada a área de atuação, para a região de Cana Verde, em Minas Gerais; ainda neste ano foi feito pastor efetivo de Sorocaba; em 1896 passou a dirigir a gráfica da Sociedade Brasileira de Tratados Evangélicos, e redator chefe do jornal O Estandarte; mesmo morando na capital paulista, continuava responsável pelas igrejas de seu campo no interior.
Membro da maçonaria desde 1883, em 1899 com a "questão maçônica" seus familiares e fiéis insatisfeitos com a Primeira Igreja de São Paulo organizam a Igreja Filadelfa, de modo que ele então deixa o ministério sorocabano e passa a pastorear ao novo grupo que em 1900 uniu-se à Segunda Igreja de Modesto Carvalhosa, núcleo que formaria a Igreja Presbiteriana Unida; no sínodo realizado em 1903 ele se justificou declarando não ver incompatibilidade entre ser maçom e pertencer à igreja mas, diante da rejeição dos demais membros da igreja, abandonou a maçonaria e passou ser um dos mais ardorosos defensores do Sínodo, posição que manifestava em artigos na Revista das Missões Nacionais onde foi redator entre 1900 a 1903 (função já ocupada por ele entre 1894-1897); o Presbitério retribuiu-lhe a dedicação, ofertando-lhe uma pena de ouro.
Em 1909 mudou-se para a cidade de Campinas, titular da igreja desta cidade até 1912; no mesmo ano fundou um coral religioso, ainda existente e que recebeu seu nome em homenagem: "Coral Rev. Zacarias de Miranda". Antes ficara cerca de dois anos em São João da Boa Vista, e dedicou-se a Campinas, então a maior do Presbitério de Minas Gerais, apesar de já estar com a saúde fragilizada: ali evangelizou, angariou recursos para a construção do templo, colaborava com o seminário e dava aulas de música.
Jubilado em 1915, voltou para São Paulo; neste ano perdeu a esposa Henriqueta, com quem tivera treze filhos (sete dos quais sobreviveram à mãe); morreu na capital paulista aos setenta e cinco anos de idade, deixando vários sermões escritos, folhetos e ainda obras traduzidas, além de vários hinos religiosos de sua composição.
Foi sepultado no Cemitério dos Protestantes.